# Дейкстел, Анферни
 Анферни Джамал Дейкстел  (нидерл. Anfernee Jamal Dijksteel; род. 27 октября 1996, Амстердам) — нидерландский и суринамский футболист, защитник английского клуба «Мидлсбро» и сборной Суринама.

## Клубная карьера
Начал заниматься футболом в молодёжной команде местного амстердамского клуба АФК, после чего переехал в Англию, где стал обучаться в Академии футбола Nike.

### «Чарльтон Атлетик»
В январе 2016 года в составе «Академии Nike» проявил себя в товарищеском матче против резервной команды «Чарльтон Атлетик» и позднее подписал контракт с лондонским клубом. В сезоне 2016/17 продолжил выступать за команду до 23 лет, также несколько раз попадал в заявку основной команды.
Сумев произвести впечатление на главного тренера Джейсона Юэлла, в феврале 2017 года Дейкстел подписал новый контракт на 3,5 года. В августе 2017 года, защитник, наконец, дебютировал в основной команде «Чарльтона» в победном поединке над «Эксетер Сити» (2:1) в Кубке лиги. 22 апреля 2019 года забил свой первый гол за «латикс», открыв счёт в домашнем поединке Лиги Один против «Сканторп Юнайтед» (4:0). По итогам сезона 2018/19 «Чарльтон» занял 3-е место и через плей-офф сумел выйти в Чемпионшип.

### «Мидлсбро»
Сыграв первый тур чемпионата в составе «Чарльтона», 7 августа 2019 года Дейкстел перешёл в другой клуб Чемпионшипа «Мидлсбро»; сумма трансфера составила £2 млн. Дебютировал 10 августа в домашней встрече против «Брентфорда» (0:1).

## Международная карьера
Дейкстел родился в Нидерландах и имеет суринамское происхождение. В марте 2016 года он вызывался в сборную Нидерландов до 20 лет и принял участие в товарищеском матче против Португалии (1:1).
В марте 2023 года впервые был вызван в национальную сборную Суринама и 24 марта дебютировал за сборную в матче Лиги наций КОНКАКАФ против Мексики (0:2).

## Достижения
«Чарльтон Атлетик»
- Победитель плей-офф Лиги Один: 2018/19

## Личная жизнь
Младший брат — Малик Дейкстел (2001 г. р.), также профессиональный футболист, полузащитник ирландского клуба «Корк Сити».